# Pùrtk

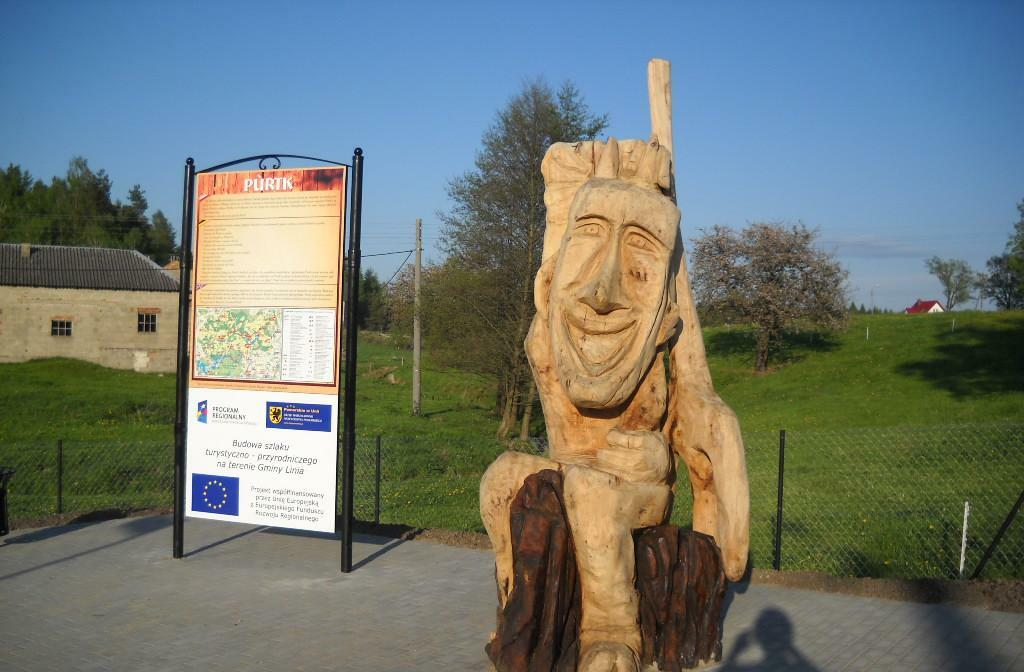
Pùrtk, rzeźba wykonana przez artystę ludowego Jana Redźko

Pùrtk – kaszubski zły duch swarów i kłótni, a także smrodu, swędu i głupoty, zamieszkujący w kloacznych dołach, gnoju i gnojówkach.
Drewniana figura przedstawiająca Pùrtka, jako jedna z 13 figur szlaku turystycznego „Poczuj kaszubskiego ducha" współfinansowanego ze środków unijnych i wykonana przez Jana Redźko na podstawie opracowania "Bogowie i duchy naszych przodków. Przyczynek do kaszubskiej mitologii" Aleksandra Labudy, znajduje się w miejscowości Lewinko.